# Pashtunwali
Pashtunwali (in pashto: پښتونوالی), o Pakhtunwali, è un codice consuetudinario ed etico non scritto nonché uno stile di vita tradizionale che segue il popolo pashtun indigeno.

È un sistema di leggi e governo che nacque in tempi preistorici ed è preservato ancora oggi, ma perlopiù nelle aree tribali rurali.
Il suo significato può essere interpretato come "la via dei Pashtun" o "il codice della vita". Le origini del Pashtunwali risalgono al periodo pre-islamico, ma è ancora ampiamente seguito dai pashtun, soprattutto nelle zone rurali interne dell'Afghanistan. Inoltre, è praticato da membri dell'etnia lontani dal paese a seguito della diaspora pashtun ed è stato anche adottato da altre etnie afgane o pakistane che hanno vissuto a lungo nel Pashtunistan, finendo per assorbire la cultura locale. Durante il regime dei Talebani in Afghanistan, il Pashtunwali è stato praticato nel paese, integrandosi con la visione religiosa dei Talebani: l'islam sunnita deobandi.

## Punti fondamentali
- Melmastia (ospitalità) - Fondamentale per i Pasthun sono l'ospitalità, l'accoglienza ed il rispetto per qualunque visitatore, indipendentemente dalla sua etnia, religione, nazionalità o status economico. Tale ospitalità dev'essere presente anche se non si prospetti in cambio una ricompensa o un favore[2][3].
- Nanawatai (asilo) - La parola deriva da un verbo che significa entrare e si riferisce alla protezione data ad un richiedente asilo nei confronti dei suoi nemici. La persona che richieda aiuto va protetta a qualunque costo, anche ai criminali va dato rifugio finché la situazione non è chiarita. Tale principio si applica anche ai conflitti o alle dispute; la parte sconfitta può recarsi dal vincitore e chiedere perdono: questa viene considerata una resa "cavalleresca", in cui un nemico cerca riparo nella casa del suo avversario.
- Nyaw aw Badal (giustizia e vendetta) - La vendetta contro chi ha fatto del male. Non c'è un limite entro cui la vendetta di un torto subito non sia più applicabile. Anche un semplice insulto può essere considerato come un'offesa il cui solo rimedio sia versare il sangue del colpevole. Se non è possibile vendicarsi direttamente sul colpevole, a ricevere la pena dev'essere il parente di sesso maschile più vicino.
- Turah (coraggio) - Un Pashtun deve difendere la sua terra, le sue proprietà e la sua famiglia da assalti nemici e deve sempre combattere coraggiosamente contro la tirannia ed essere capace di difendere il suo onore. La codardia durante un conflitto è punita con la morte.
- Sabat (lealtà) - Un Pashtun deve rimanere fedele alla propria famiglia, ai suoi amici e ai membri del suo clan, altrimenti incorrerebbe nel disonore.
- Khegaṛa / Shegaṛa (rettitudine) - Un Pashtun deve operare a fin di bene, sia con i pensieri che con le parole ed i fatti, e deve comportarsi rispettosamente nei confronti delle altre persone, degli animali e dell'ambiente. Anche l'inquinamento o la distruzione dell'ambiente naturale contrastano con questo principio.
- Groh (fede) - ovvero l'osservanza della religione e la fiducia nell'esistenza di un unico Dio (ovvero Allah, chiamato Khudai in pashto).